# ادواردو گونزالو
ادواردو گونزالو (اسپانیایی: Eduardo Gonzalo‎؛ زادهٔ ۲۵ اوت ۱۹۸۳) دوچرخه‌سوار اهل اسپانیا است. وی در مسابقات تور دو فرانس شرکت کرده است.